# José Sánchez Gerona
José Sánchez Gerona (Granada, 1874-Granada, 2 de enero de 1937) fue un escritor, pintor, dramaturgo, marchante, coleccionista, profesor y grabador español. Fue director de la Escuela Nacional de Artes Gráficas y de la Calcografía Nacional, profesor de la Escuela de Artes y Oficios y directivo del Círculo de Bellas Artes. Cultivó numerosos géneros literarios, aunque su primordial vocación fue la artística antes que la literaria. De hecho, es en el arte de la ilustración y el grabado donde tuvo un papel más destacado. Colaboró con varios artistas contemporáneos de su Granada natal, como los dramaturgos Antonio Paso y Cano y Antonio López Monís o el pintor José María López Mezquita, aunque a lo largo de su carrera literaria y artística se relacionó con otras figuras de la época, como los hermanos Pío y Ricardo Baroja, de quien fue contertulio en el Café de Levante de Madrid. Fue uno de los mayores especialistas de la obra de Goya de la época y su autoridad fue indiscutible tanto en España como en el extranjero, especialmente, en Francia y Alemania.

## Biografía
Natural de Granada, donde nació en 1874, inició sus estudios de pintura en su ciudad natal con Julián Sanz del Valle, uno de los discípulos de Mariano Fortuny. Terminó sus estudios artísticos en Madrid, en la Escuela Especial de Pintura, Escultura y Grabado, segregada de la Academia de Bellas Artes de San Fernando, pero con sede en el mismo edificio. 
En 1905 se trasladó a París, donde se desempeñó como director del taller L'Edition d'Art, una afamada editorial francesa de libros exquisitos y de lujo fundada en 1897. En 1913 regresó a España, donde se incorporó en la recién creada Escuela Nacional de Artes Gráficas, de la que fue su gran impulsor y que, con el tiempo, dirigiría. 
El 26 de noviembre de 1910 contrajo matrimonio con Soledad Monís Prieto, hermana del juez y capitán del Regimiento de Lanceros del Príncipe Aurelio Monís Prieto, en la iglesia de San Antonio de la Florida, en Madrid. Tras las nupcias, la pareja volvió a París, donde nació su primer hijo, Aurelio Sánchez Monís, fallecido en 1913. Tras su regreso definitivo a España, el matrimonio alumbró otros tres hijos, nacidos en Madrid: José (1914), Fernando (1918) y Emilia (1921). Su hijo Fernando Sánchez Monís, abogado y Jefe de la Sección de Relaciones del Servicio de Personal del Instituto Nacional de Previsión, también fue ilustrador, literato y poeta, además de traductor, y publicó la obra Junto al abismo (1948), así como numerosos manuales, ensayos y artículos sobre Derecho, Seguridad Social, asistencia sanitaria o legislación laboral española.
Fue director de la Calcografía Nacional desde 1932 y de la mencionada Escuela Nacional de Artes Gráficas y profesor de la Escuela de Artes y Oficios, posteriormente llamada Escuela de Artes e Industrias. Durante su estadía en la Calcografía Nacional y la Escuela Nacional de Artes Gráficas, Sánchez Gerona ejerció de maestro para numerosos artistas grabadores, como Adolfo Rupérez Grima, quien continuaría su trabajo en la Escuela a su muerte, o  el madrileño José Luis Sánchez-Toda, muy reconocido en el ámbito filatélico por su trabajo en la Fábrica Nacional de Moneda y Timbre. En 1945, su retrato de Sánchez Gerona recibió la Medalla de segunda clase en la Exposición Nacional de Bellas Artes. 
Sánchez Gerona fue coleccionista pionero de los grabados de Francisco de Goya, de los cuales algunos se conservan actualmente en el Museo Británico, y de sus matrices o planchas de grabado. En 1928, con motivo del primer centenario de la muerte de Goya, el Estado organizó una serie de exposiciones y actos en honor al pintor español en Madrid y Zaragoza. Como reputado especialista sobre el artista y su obra, Sánchez Gerona formó parte de este aniversario, colaborando, por ejemplo, con Pedro Vindel en la publicación de su obra Los caprichos, la tauromaquia, los desastres de la guerra, los proverbios de Francisco de Goya: Descripción de las diversas tiradas hechas hasta nuestros días, con los precios que alcanzan en la actualidad (1928) o con Sánchez-Toda para la realización de una serie de sellos con el retrato del Goya (1928-1930).
Durante su etapa en París, llegó a adquirir y mantener una gran colección de arte, especialmente de ilustraciones y grabados, tanto de Goya como de otros artistas, que se dispersó entre sus herederos a su muerte. 
Participó de la vida intelectual y social del Madrid de la época y fue contertulio de los hermanos Pío y Ricardo Baroja en el Café de Levante.Durante sus últimos años, Sánchez Gerona fue también directivo del Círculo de Bellas Artes.
José Sánchez Gerona falleció en Granada el 2 de enero de 1937.

## Obra
Tras terminar sus estudios artísticos en Granada y Madrid, en 1895 fue distinguido con una Mención de Honor en la Exposición Nacional de Bellas Artes.

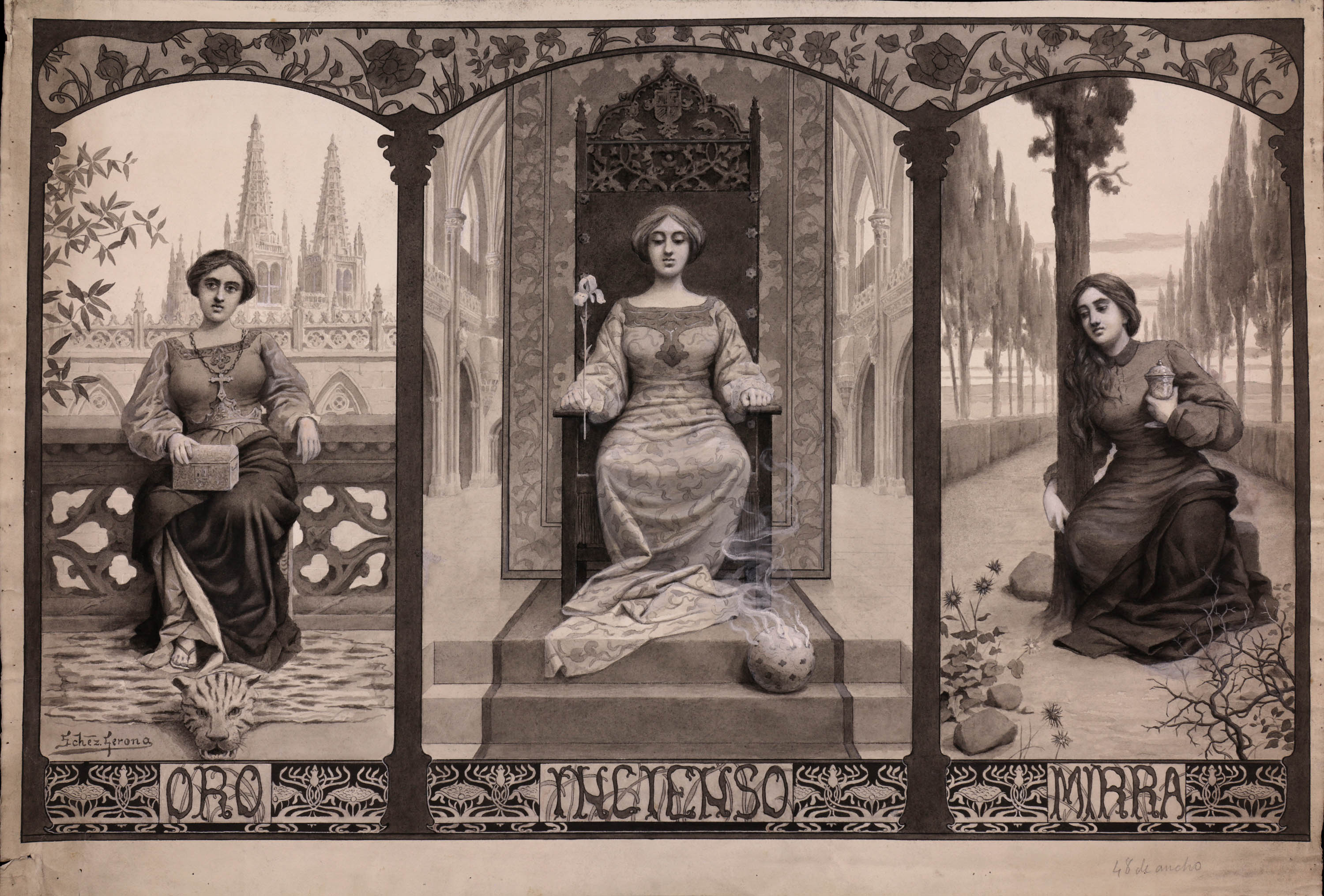
Tríptico alegórico con la catedral de Burgos al fondo, ilustración de José Sánchez Gerona para La Ilustración Española y Americana 8 ENERO 1903 - l° N° I. Suplemento al número I.

Desde su juventud, colaboró con frecuencia con relatos y poemas en publicaciones periódicas, tanto de su ciudad natal (El Defensor de Granada, 1903; La Alhambra, Idearium, etc.), como de tirada nacional: La Ilustración Española, La Ilustración Española y Americana, La Ilustración Artística de Barcelona (1903), El Globo de Madrid (1903) y La Última Hora de Palma de Mallorca (1903). También se desempeñó como ilustrador, por ejemplo para la citada revista Idearium, cuyas ilustraciones realizó en colaboración con su amigo y también pintor José María López Mezquita.

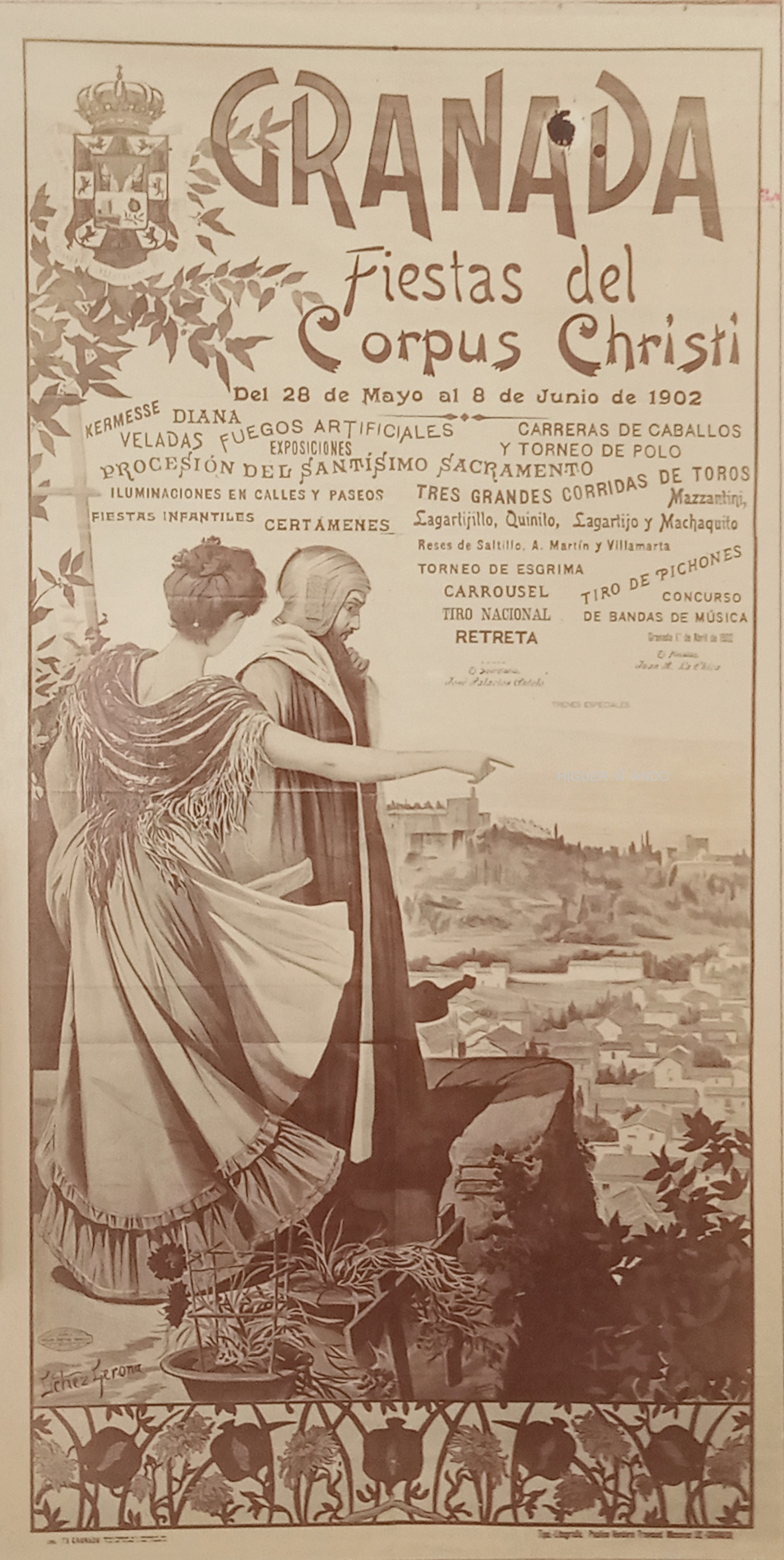
Cartel de José Sánchez Gerona para las fiestas del Corpus Christi en Granada de 1902.

Entre 1916 y 1917, participó junto a Ricardo Marín Llovet en la realización de una edición monumental conmemorativa en seis tomos de El ingenioso hidalgo don Quijote de la Mancha por el tercer centenario de la muerte de Cervantes que fue subvencionada por el rey Alfonso XIII. Los dibujos originales de Marín Llovet y los grabados de Sánchez Gerona se expusieron en 1918 en el Palacio de Cristal del Retiro de Madrid. La obra completa contó con prólogo y notas del director de la Biblioteca Nacional, Francisco Rodríguez Marín, así como con la reproducción de un discurso de Marcelino Menéndez y Pelayo acerca de la autoría literaria de Miguel de Cervantes y la elaboración del Quijote.  

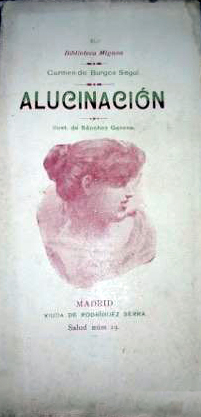
Alucinación (1905), de Carmen de Burgos, ilustrada por Sánchez Gerona

En su carrera como dramaturgo cultivó el denominado «género chico», muy popular en el momento, y escribió zarzuelas, comedias y juguetes cómicos, varios de los cuales llegaron a publicarse. Entre estas obras pueden mencionarse el melodrama en cinco actos titulado Rocambole (1903), adaptación a la escena de un popular folletín del autor francés Pierre Alexis, vizconde de Ponson du Terrail; los juguetes cómicos en un acto y en prosa La jaula del loro (1989)y El sombrero hongo (1900), estrenado el 22 de marzo en el Teatro Lara, y en dos actos y en prosa La bella colombina (1906), estrenados en el Teatro Lara el 2 de abril de ese año, las tres compuestas junto a Antonio López Monís; o ¡Tío de mi vida! (1921), escrita en colaboración con Antonio Paso y Cano y Enrique Gutiérrez-Roig y estrenada en el Teatro de la Comedia el 26 de marzo de 1921.
Autor de El amor al libro (1927), obra recopilatoria de una de sus conferencias, participó en la ilustración de otras muchas, incluidos libros de Ramón del Valle-Inclán, José Echegaray, Jacinto Benavente,  Enrique Gómez Carrillo, Carmen de Burgos, Narciso Díaz de Escovar, Santiago Rusiñol, Rufino Blanco Fombona, Fernando Calatraveño y Valladares, Emilio Fernández Vaamonde o Joaquín Dicenta.